# جيريمي سيرل
جيريمي سيرل هو سياسي كندي، ولد في 1953 في برستل في المملكة المتحدة. نشط حزبياً في مستقل.